# Codessos
Codessos era una freguesia portuguesa del municipio de Paços de Ferreira, distrito de Oporto.

## Historia
Fue suprimida el 28 de enero de 2013, en aplicación de una resolución de la Asamblea de la República portuguesa promulgada el 16 de enero de 2013 al unirse con las freguesias de Lamoso y Sanfins de Ferreira, formando la nueva freguesia de Sanfins Lamoso Codessos.